# Letónia no Festival Eurovisão da Canção 2010
A Letónia confirmou a sua participação no Festival Eurovisão da Canção 2010, através do director do canal público responsável pela participação do país na Eurovisão. No entanto, o único problema levantado, é o facto de poder não haver fundos suficientes para a promoção do artista representante. A forma de selecção, será novamente através da final nacional Eirodziesma.
| #  | Artista                | Canção                                       | Compositor (l) / Música (m)                                       |
| -- | ---------------------- | -------------------------------------------- | ----------------------------------------------------------------- |
| 1  | Lauris Reiniks         | "Your Morning Lullaby"                       | Lauris Reiniks (m & l)                                            |
| 2  | PeR                    | "Like A Mouse"                               | Martins Freimanis (m & l)                                         |
| 3  | h2o                    | "When I Close My Eyes"                       | Stanislavs Judins (m), Janis Strapcans (l)                        |
| 4  | Dons                   | "My Religion is Freedom"                     | Zigmars Liepins (m & l), Janis Liepins (m), Nikita Kellermans (l) |
| 5  | Projekts Konike        | "Digi digi dong"                             | Edijs Šnipke (m & l), Andris Konters (l)                          |
| 6  | Aisha                  | "What For? (Only Mr.God Knows Why)"          | Janis Lusens (m), Guntars Racs (l)                                |
| 7  | Kristine Karkla-Purina | "Rišti rašti"                                | Raimonds Tiguls (m), Valts Ernštreits (l)                         |
| 8  | Ivo Grisninš-Grislis   | "Because I Love You"                         | Ingars Vilums (m & l)                                             |
| 9  | Kristina Zaharova      | "Snow in July"                               | Janis Strazds (m), Guntars Racs (l)                               |
| 10 | Trianas Parks          | "Lullaby For My Dreammate (Diamond Lullaby)" | Agnese Rakovska (m & l)                                           |